# Ovuláció
Az ovuláció (a latin ovum, tojás szóból ered), magyarul peteérés, az érett petesejt kilökődése a petefészekből. Az embernél a menstruációs ciklus közepén, általában a 14. napja körül történik.
A menstruációs vérzés után, a méhnyálkahártya regenerálódásával egy időben a szervezet ösztrogén szintje folyamatosan növekszik. Amikor az ösztrogén mennyisége eléri a megfelelő szintet, az agyalapi mirigy nagy mennyiségű sárgatestserkentő hormont (LH) juttat a szervezetbe, aminek hatására bekövetkezik a tüszőrepedés. Az érett petesejt a petevezetékbe vándorol, a tüsző pedig átalakul, sárgatest képződik belőle.

## Jelei
- A szervezetben rövid időre ugrásszerűen megnövekszik a tüszőérést serkentő és a sárgatestserkentő hormon mennyisége is.
- A testhőmérséklet megnövekszik néhány tized Celsius-fokkal. Az érték a ciklus végén (sikeres megtermékenyítés esetén az első trimeszter végén) csökken le újra.

## Ovulációs sajátosságok egyes állatfajoknál
- A teve esetében nincs spontán ivarzás; az ovuláció a párzást követően következik be.
- A macskaféléknél és a nyulaknál az ovuláció jelei váltják ki a hímek ivarzási magatartását.
- A házi tyúk esetében majdnem minden nap van peteérés.[2]